# Dark Tales of Japan

Dark Tales of Japan (日本のこわい夜, Nihon no Kowaiya) est une compilation de cinq courts métrages, diffusée en 2004 à la télévision au Japon.

## Synopsis
Cinq courts-métrages horrifiques réalisés pour la télévision japonaise, et en guise de fil rouge une histoire de bus hanté naviguant dans la campagne profonde...

## Fiche technique
- Titre : Dark Tales of Japan
- Titre original : Suiyô puremia: sekai saikyô J horâ SP Nihon no kowai yoru
- Production : Jeremy Alter, Takashige Ichise, Takeshi Moriya et Toshinori Nishimae
- Pays d'origine : Japon
- Format : Couleurs - 1,85:1 - Dolby Digital - 35 mm
- Genre : Horreur
- Durée : 94 minutes
- Date de sortie : 22 septembre 2004 (Japon)

| La femme-araignée (Kumo-onna)       |                                                                                         |
| Réalisateur :                       | Yoshihiro Nakamura                                                                      |
| Scénariste :                        | Yoshihiro Nakamura                                                                      |
| Interprètes :                       | Shozo Endo, Kanako Fukaura, Yoko Maki, Yoshinori Okada, Anri Sugihara, Miyako Yamaguchi |
| Les interstices (Sukima)            |                                                                                         |
| Réalisateur :                       | Norio Tsuruta                                                                           |
| Scénariste :                        | Naoya Takayama                                                                          |
| Interprètes :                       | Shunsuke Nakamura, Kyusaku Shimada, Shigenori Yamazaki                                  |
| La malédiction (Ônamakubi)          |                                                                                         |
| Réalisateur :                       | Kôji Shiraishi                                                                          |
| Scénariste :                        | Kôji Shiraishi et Naoyuki Yokota                                                        |
| Interprètes :                       | Megumi Asaoka, Moro Morooka, Yū Yamada                                                  |
| La Blonde Kwaidan (Kinpatsu kaidan) |                                                                                         |
| Réalisateur :                       | Takashi Shimizu                                                                         |
| Scénariste :                        | Takashi Shimizu                                                                         |
| Interprètes :                       | Tetta Sugimoto                                                                          |
| Pressentiment (Yokan)               |                                                                                         |
| Réalisateur :                       | Masayuki Ochiai                                                                         |
| Scénariste :                        | Masayuki Ochiai et Toshiya Ôno                                                          |
| Interprètes :                       | Teruyuki Kagawa, Hijiri Kojima                                                          |

## Voir également
- J-Horror